# Paul van Gelder
Paul van Gelder (Schiedam, 5 april 1947 – 2 december 2024) was een Nederlands diskjockey die vooral bekend is geworden door het VARA-nachtprogramma Geen tijd, dat werd uitgezonden tussen 1989 en 2014. Van Gelder studeerde Nederlandse taal- en letterkunde aan de Universiteit van Amsterdam en zijn biologische vader kwam uit Mobile in Alabama.

## Loopbaan
Van Gelder begon bij de radio in 1963 als tekstschrijver voor Mies Bouwman (VARA) en Theo Stokkink (KRO) en als programmamaker bij Minjon (AVRO) met onder meer Felix Meurders, Anne van Egmond en Antoine Bodar.
In 1967 maakte hij programma's voor de zeezender Radio 227 onder het pseudoniem Harky, het eerste horizontaal geprogrammeerde muziekstation gericht op een Nederlands luisterpubliek, dat in 1967 wekelijks ongeveer 3 miljoen luisteraars bereikte. Hij introduceerde genres als psychedelic music en soul voor het grote publiek. Van Gelder werd als Harky door de lezers van Muziek Parade dat jaar gekozen tot de nummer 3-deejay in België en de nummer 5-deejay in Nederland.
Tussen 1979 en 1981 werkte hij als tekstschrijver en stemmetjesmaker voor de VARA op Hilversum 3 in het absurdistische minihoorspel Tony Klaproos, samen met Rolf Kroes en de VARA-stem van de jaren tachtig Ad Le Comte. Ook werkte hij in die periode samen met Willem van Beusekom, Koos Zwart, Jan Douwe Kroeske, Hubert Mol en Henk Westbroek in programma's zoals De Popkrant en Popdonder plus.
Tussen 1989 en 2014 maakte Van Gelder voor de VARA het zelf samengestelde Radio 1-nachtprogramma Geen tijd, waarin veel Amerikaanse muziek (Americana) uit heden en verleden werd gedraaid, afgewisseld met liveoptredens. Daarnaast introduceerde hij radiocartoons in zijn programma, in navolging van Kenny Everett en Anton Kothuis, daarbij een geheel eigen stijl hanterend. Van Gelder was vooral populair bij de intelligentsia.
Vanaf 1975 was hij ook werkzaam voor diverse andere radiostations, zoals Radio Lelystad, Radio Enkhuizen, Big L International, Radio Seagull en TraxxRadio.
Naast diskjockey was Van Gelder ook leraar Nederlands, redacteur en muzikant (banjoist-zanger in de groep Bottle up & Go).
Hij overleed op 77-jarige leeftijd.